# 伊豆長岡インターチェンジ
伊豆長岡インターチェンジ（いずながおかインターチェンジ）は、静岡県伊豆の国市にある伊豆中央道（国道136号バイパス）のインターチェンジ。当インターを含む長岡北ICから大仁中央ICまでの区間は伊豆中央道の無料区間である。

## 歴史
- 1995年1月30日：長岡北IC - 大仁中央IC間開通に伴い供用開始

## 接続する道路
- 静岡県道130号伊豆長岡三津線

## 周辺
- 伊豆長岡温泉
- 順天堂大学医学部附属静岡病院
- 伊豆の国市役所
- 伊豆パノラマパーク

## 隣
伊豆中央道
長岡北IC - 伊豆長岡IC - 大仁中央IC